# The Miseducation of Cameron Post (filme)
The Miseducation of Cameron Post (no Brasl: O Mau Exemplo de Cameron Post) é um filme de drama anglo-estadunidense de 2018 com direção de Desiree Akhavan e roteiro por Desiree Akhavan e Cecilia Frugiuele, baseado no romance homônimo de Emily M. Danforth. Estrelado por Chloë Grace Moretz, Sasha Lane e Forrest Goodluck, estreou no Festival Sundance de Cinema em 22 de janeiro de 2018, onde venceu o Prêmio do Júri.
O filme conta a história de Cameron (Moretz), uma adolescente lésbica dos anos 90 que é enviada por seus responsáveis para um acampamento de terapia de conversão sexual, após descobrirem sua lesbianidade. Lá ela se aproxima de outros adolescentes, como Jane, uma garota criada em uma comunidade hippie, e Adam, um menino dois-espíritos enviado ao acompamento após seu pai se converter ao cristianismo.

## Elenco
- Chloë Grace Moretz - Cameron Post
- Sasha Lane - Jane Fonda
- John Gallagher Jr. - Reverendo Rick Marsh
- Forrest Goodluck - Adam Red Eagle
- Jennifer Ehle - Dr. Lydia Marsh
- Quinn Shephard - Coley Taylor
- Emily Skeggs - Erin
- Dalton Harrod - Jamie
- Christopher Dylan White - Dane Bunsky
- Steven Hauck - Pastor Crawford
- Isaac Jin Solstein - Steve Cromps
- Melanie Ehrlich - Helen Showalter
- McCabe Slye - Brett
- Kerry Butler - Ruth Post
- Owen Campbell - Mark
- Marin Ireland